# Protium icicariba
Protium icicariba là một loài thực vật có hoa trong họ Burseraceae. Loài này được (DC.) Marchand miêu tả khoa học đầu tiên năm 1867.